# Деверелл, Сирил
Сэр Сирил Джон Деверелл (англ. Sir Cyril John Deverell ; 9 ноября 1874 — 12 мая 1947) — британский военачальник, фельдмаршал (1936).

## Биография
Родился в городе Сент-Питер-Порт на строве Гернси (Нормандские острова). Окончил общественную школу в Бедфорде.

## Начало военной службы и Первая мировая война
С 1895 году служил в Британской армии, в Восточно-Йоркширском принца Уэльского пехотном полку. В 1896 году участвовал в седьмой Англо-ашантийской войне. С 1904 года — адъютант пехотного батальона. В 1907 году окончил штабной колледж. С 1908 года служил в Британской Индии, с 1913 года — офицер в Генеральном штабе Индийской армии.

## Первая мировая война
С началом Первой мировой войны назначен командиром 4-го Восточно-Йоркширского полка и в составе Британских экспедиционных сил направлен во Францию. В 1915 году стал командиром 20-й пехотной бригады, и в том же году стал исполнять обязанности командира 3-й пехотной дивизии (утверждён в должности 7 августа 1916 года). Принимал активное участие в таких крупнейших сражениях на Западном фронте, как Битва на Сомме, Битва при Аррасе, Битва при Пашендейле, Битва на Лисе, Стодневное наступление.

## Послевоенное время
С 1919 года командовал 53-й Уэльской дивизией в Территориальной армии. В 1928 году вернулся в Индию и назначен командующим Объединённым военным районом, подчинённая ему значительная группировка охватывала войска на территории нескольких провинций. С 1927 года — генерал-квартирмейстер Индийской армии. С 1930 года — начальник Генерального штаба Индийской армии.
В 1931 году переведён в Великобританию и назначен Главнокомандующим Западным командованием. С 1933 года по 1936 год — Главнокомандующий Восточным командованием. Одновременно в 1934—1936 годах — генерал-адъютант Его Величества. 15 мая 1936 года назначен начальником Имперского Генерального штаба. В тот же день произведён в фельдмаршалы. Однако пробыл на этом высшем военном посту менее 20 месяцев и был уволен в отставку.
О причинах отставки в своих мемуарах упоминает Бернард Монтгомери:
«У него (Деверелла) не сложились отношения с военным министром Хоур-Белишей, и через полтора года его сместили; он бы, несомненно, добился каких-то результатов, если бы оставался на этом посту».

## Награды
- Рыцарь Большого Креста ордена Бани (GCB)
- Рыцарь Большого Креста ордена Британской империи (GBE)